# Net Yaroze

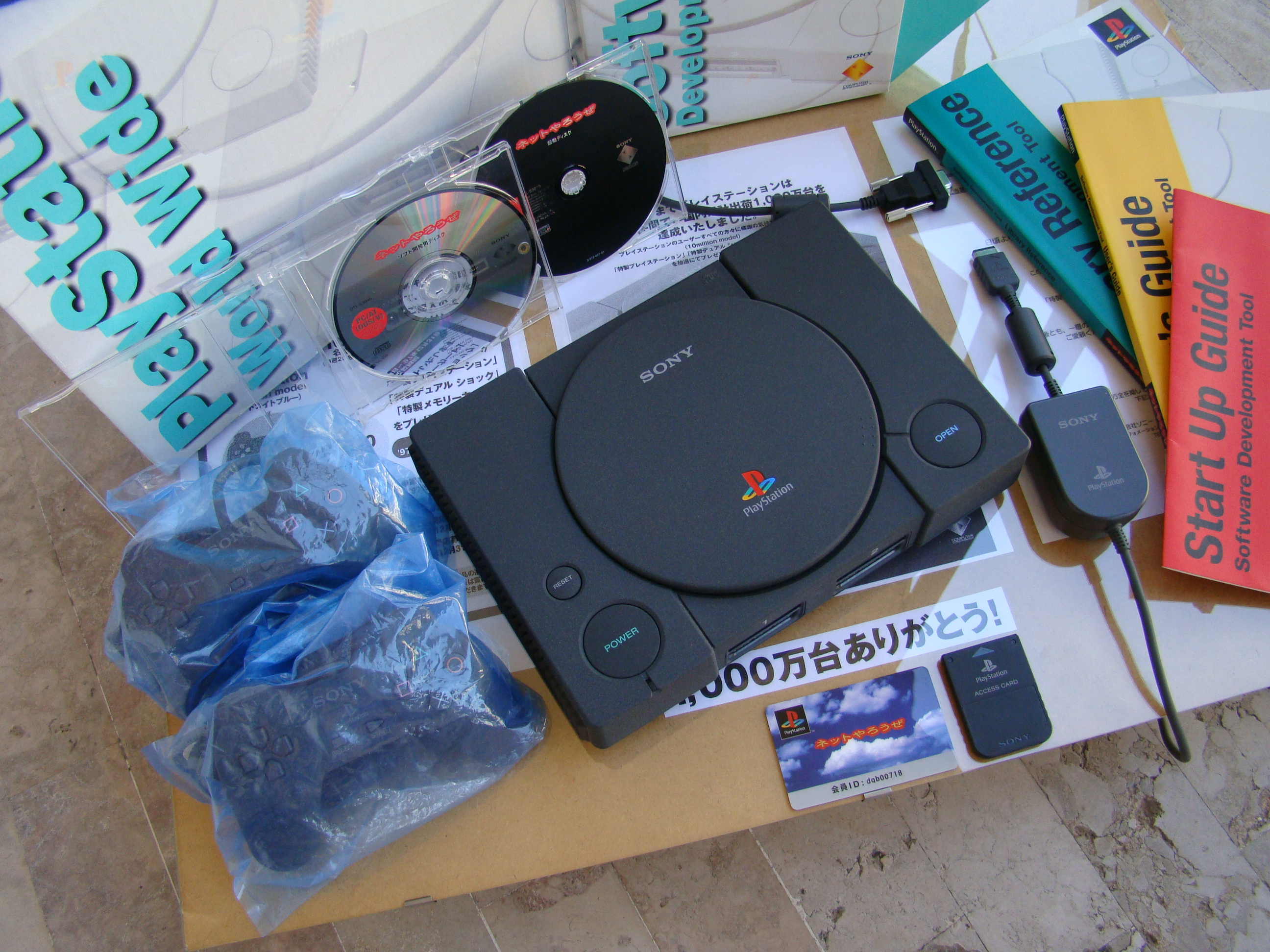
Net Yaroze

La Net Yaroze (ネットやろうぜ netto yarōze?) era un kit de desarrollo de software de Sony Computer Entertainment creado en 1997 para juegos de PlayStation. Estaba enfocado a los desarrolladores aficionados. Yaroze significa "Vamos a hacerlo juntos".
Costaba alrededor de los $750 USD. El pack incluía, además de la consola, que era idéntica a la  Playstation pero en negro, documentación y software. No incluía bloqueo regional. Para usarla, el usuario necesitaba tener un ordenador personal IBM, Macintosh o NEC PC-9801. Así, el usuario, en el propio ordenador escribía el código del juego, lo compilaba y lo enviaba a la Net Yaroze para probarlo.
A pesar de no tener bloqueo regional, existían tres versiones, la japonesa, la americana y la europea/australiana. La principal diferencia entre ellas era que, las versiones europea/australiana era en modo Pal mientras que la versión japonesa y americana tenía modo NTSC. Entre la versión japonesa y americana, la diferencia estaba en el idioma del manual, el software para PC japoneses, discos y los diferentes dibujos en las calcomanías. Extraoficialmente, la versión japonesa es llamada DTL-3000 en lugar de DTL-H3000.
La Net Yaroze estaba solo disponible a través de pedido por correo. No obstante, Sony, proporcionó este kit a algunas universidades del Reino Unido, Francia (Epita) y Japón.
El kit europeo de la Net yaroze contenía:
- 1 Net Yaroze (textura negro mate)
- 2 controladores de PlayStation (textura negro mate)
- Un cable de alimentación de corriente alterna (con enchufe para Reino Unido y adaptador para Francia)
- Un conector AV
- 1 disco de arranque (un CD de PlayStation verde)
- 1 CD con el software de desarrollo de Net Yaroze para PC
- 1 tarjeta de acceso negra, necesaria para el modo control remoto
- 1 cable de comunicación, para conectar la consola al PC mediante tipo serie
- 1 guía de iniciación
- 1 manual de bibliotecas
- 1 guía de usuario

A pesar de ser un kit de desarrollo para juegos de PlayStation, la Net Yaroze carecía de varias características que sí tenían los desarrolladores de PlayStation. No tenía hardware avanzado, software, bibliotecas, herramientas varias y una amplia asistencia técnica de Sony. Además, los grupos de Usenet existentes, estaban restringidos a los miembros de Net Yaroze, lo que provocó que la colaboración entre usuarios fuese poco práctica.
La memoria principal de la Net Yaroze era la misma que la de la PlayStation, de 2 Megabytes. Sin embargo, la Net Yaroze tenía una memoria secundaria extra que ofrecía 1,5 megabytes más a la consola. Así pues, contaba con un total de 3,5 megabytes de memoria RAM. Esta capacidad era la que marcaba el espacio total del juego, es decir, lo que tenía que ocupar como mucho su código fuente, gráficos, música y bibliotecas, pues todo esto debía de instalarse para poder ser probado. No obstante, existen muchos títulos comerciales que están completamente instalados en la RAM, a excepción del sonido, y podrían haber sido desarrollados complemente con la Net Yaroze.
Muchos títulos desarrollados por aficionados con la Net Yaroze fueron distribuidos con la  PlayStation: The Official Magazine en Europa desde diciembre de 1997 hasta marzo de 2004. El último número oficial revista PlayStation del Reino Unido, la número 108, presentó una recopilación con muchos juegos de la Net Yaroze. Algunos títulos que salieron con la revista fueron:
- Haunted maze
- Terra Incognita
- Blitter Boy
- The Incredible CONEMAN
- Hover car racing
- A dog tale
- Adventure game
- Rocks’n'Gems
- Psychon
- Pushy II
- Between the eyes
- Super bub
- Clone
- Gravitation
- Mah Jongg

No fueron muchos, pero algunos de estos juegos prosperaron a nivel comercial, siendo el más famoso de ellos Devil Dice (Xi en Japón), que entonces llevaba el nombre de Para-Dice.